# Amara avida
Amara avida är en skalbaggsart som beskrevs av Thomas Say 1823. Amara avida ingår i släktet Amara och familjen jordlöpare. Inga underarter finns listade i Catalogue of Life.